# Jozef Kovalík
Jozef Kovalík (ur. 4 listopada 1992 w Bratysławie) – słowacki tenisista, reprezentant kraju w Pucharze Davisa.

## Kariera tenisowa
W grze pojedynczej Kovalík wygrał pięć turniejów rangi ATP Challenger Tour. Najwyżej sklasyfikowany był na 80. miejscu (22 października 2018) w singlu oraz na 245. (2 kwietnia 2018) w deblu.
W 2016 roku zadebiutował w imprezie Wielkiego Szlema podczas turnieju US Open. Odpadł wówczas w pierwszej rundzie, przegrywając z Vaskiem Pospisilem.

### Zwycięstwa w turniejach ATP Challenger Tour w grze pojedynczej
| Końcowy wynik | Nr | Data              | Turniej   | Nawierzchnia   | Przeciwnik         | Wynik finału     |
| ------------- | -- | ----------------- | --------- | -------------- | ------------------ | ---------------- |
| Zwycięzca     | 1. | 17 sierpnia 2014  | Meerbusch | Ceglana        | Andriej Kuzniecow  | 6:1, 6:4         |
| Zwycięzca     | 2. | 10 kwietnia 2016  | Neapol    | Ceglana        | Arthur De Greef    | 6:3, 6:2         |
| Zwycięzca     | 3. | 23 czerwca 2018   | Poprad    | Ceglana        | Arthur De Greef    | 6:4, 6:0         |
| Zwycięzca     | 4. | 15 września 2019  | Szczecin  | Ceglana        | Guido Andreozzi    | 6:7(5), 6:2, 6:4 |
| Zwycięzca     | 5. | 24 listopada 2019 | Maia      | Ceglana (hala) | Constant Lestienne | 6:0, 6:4         |